# Kanatbek Issajew

Wahlkampflogo Issajews im Vorfeld der Präsidentschaftswahl 2021

Kanatbek Kedeikanowitsch Issajew (kirgisisch Канатбек Кедейканович Исаев, * 7. Februar 1975) ist ein kirgisischer Politiker. Er ist Mitbegründer der Kirgisistan-Partei und ehemaliger Parlamentssprecher des Dschogorku Kengesch. 

## Politische Karriere
Issajew begann seine politische Karriere bei der Partei Respublika, die vom Öl-Unternehmer und ehemaligen Premierminister Ömürbek Babanow angeführt wurde. Sein erstes bedeutendes politisches Amt bekleidete er als Bürgermeister der Stadt Tokmok im Norden Kirgisistans zwischen 2008 und 2010. Im Jahr 2015 war Issajew maßgeblich an der Gründung der Kirgisistan-Partei beteiligt. Issajew wurde Vorsitzender der Kirgisistan-Partei, die sich als gemäßigte politische Partei der Mitte zu etablieren versuchte. Bei der Parlamentswahl 2015 wurde die Kirgisistan-Partei drittstärkste Fraktion im kirgisischen Parlament, Issajew wurde zum stellvertretenden Parlamentssprecher gewählt. Im Juni 2017 nominierte die Kirgisistan-Partei ihren Vorsitzenden Issajew als Kandidaten für die Präsidentschaftswahl am 15. Oktober 2017. Die Issajew-Kampagne reichte fristgerecht 37.000 Unterschriften von Unterstützern bei der Zentralen Wahlkommission ein und übertraf damit die vorgeschriebenen 35.000 Unterschriften, die für eine Registrierung als Präsidentschaftskandidat notwendig sind. Die Wahlkommission erklärte allerdings 10.000 der 37.000 Unterschriften für ungültig, sodass Issajew die benötigten 35.000 Unterschriften verfehlte und nicht für die Präsidentschaftswahl registriert wurde.
Am 30. September 2017, circa zwei Wochen vor der Präsidentschaftswahl, wurde Issajew verhaftet. Nach Angaben von kirgisischen Sicherheitsbehörden plante Issajew mit Unterstützung von Gruppen des Organisierten Verbrechens eine gewaltsame Machtübernahme nach der Präsidentschaftswahl, falls der Respublika-Kandidat Ömürbek Babanow nicht als Sieger aus der Wahl hervorgehen sollte. Außerdem ermittelte die Staatsanwaltschaft wegen Korruptionsvorwürfen aus seiner Amtszeit als Bürgermeister von Tokmok gegen Issajew. Am 4. Januar 2018 wurde Issajew zu einer Haftstrafe von 12 Jahren wegen Korruption verurteilt, er selbst bestritt die Vorwürfe gegen ihn und bezeichnete den Prozess als politisch motiviert. Am 18. Juli 2018 hob ein Gericht in Bischkek die Haftstrafe gegen Issajew auf und verurteilte ihn vorläufig zu Hausarrest.
Nach der Aufhebung des Hausarrests kehrte Issajew in die Politik zurück und führte die Kirgisistan-Partei in den Wahlkampf vor der Parlamentswahl 2020. Die Partei büßte bei der Wahl zwei Mandate im kirgisischen Parlament ein, blieb aber drittstärkste Kraft. Die Unruhen nach der Wahl, die Annullierung des Wahlergebnisses und der Rücktritt der Regierung führten zu einer politischen Krise in Kirgisistan. Bei einer außerordentlichen Parlamentssitzung am 13. Oktober 2020 wurde Issajew in Gegenwart von 80 der 120 Abgeordneten zum neuen Parlamentssprecher gewählt. Mit 78 Stimmen für seine Ernennung erreichte Issajew die benötigte absolute Mehrheit der 120 Abgeordneten. In seiner neuen Funktion als Parlamentssprecher rief er den gewählten Präsidenten Sooronbai Dscheenbekow auf, nicht von seinem Amt zurückzutreten, da er nach dem Rücktritt der Regierung die einzige demokratisch legitimierte Instanz in der kirgisischen Politik sei.
Entgegen dieser Aufforderung trat Dscheenbekow am 15. Oktober 2020 als Präsident der Kirgisischen Republik zurück. Gemäß der Verfassung wird der Parlamentssprecher, zu diesem Zeitpunkt Kanabek Issajew, in diesem Fall kommissarischer Präsident, ehe eine Präsidentschaftswahl abgehalten und ein legitimer Nachfolger gewählt wird. Issajew verzichtete jedoch auf dieses Amt, sodass verfassungsgemäß Premierminister Sadyr Dschaparow kommissarischer Präsident wurde. Am 4. November 2020 gab Issajew seinen Rücktritt vom Amt des Parlamentssprechers bekannt, um seine Kandidatur bei der Präsidentschaftswahl am 10. Januar 2021 vorbereiten zu können. Im Vorfeld der Wahl galt Issajew als einer der bedeutendsten Gegenkandidaten zum favorisierten Dschaparow, bei der Präsidentschaftswahl erhielt er beim eindeutigen Sieg Dschaparows jedoch weniger als ein Prozent der abgegebenen Stimmen.